# DDTプロレスリング台湾大会〜ドラマティック・ドリーム・台湾〜
『ニトリ台湾 presents DDTプロレス台湾大会～ドラマティック・ドリーム・台湾～』（ニトリたいわん プレゼンツ DDTプロレスたいわんたいかい～ドラマティック・ドリーム・たいわん～）とは、日本のプロレス団体DDTプロレスリングによってATT SHOW BOXで行われた初の海外興行である。

## 全試合
| オープニングマッチ スペシャルシングルマッチ 30分一本勝負                        |                                                    |                                                                                      |
| ○坂口征夫                                                                       | 6分8秒 神の右膝→片エビ固め                         | JOKER● （新台湾プロレス）                                                            |
| 第二試合 秀泰影城提供試合 30分一本勝負                                          |                                                    |                                                                                      |
| ○KUDO ヨシヒコ                                                                  | 12分36秒 ダイビング・ダブルニードロップ→片エビ固め | ヤス・ウラノ● レディビアード                                                         |
| 第三試合 マスク・ド・ニトリデビュー戦 30分一本勝負                              |                                                    |                                                                                      |
| ○マスク・ド・ニトリ レッカ                                                      | 12分14秒 ニトリドライバー→片エビ固め               | 高梨将弘● 戦熊 （新台湾プロレス）                                                    |
| 第四試合 ニトリ台湾提供試合～Nスリープ使用睡眠防止デスマッチ 時間無制限一本勝負 |                                                    |                                                                                      |
| ●アントーニオ本多                                                               | 9分11秒 3カウントスリープ                          | トランザム★ヒロシ○                                                                   |
| 第五試合 スペシャルタッグマッチ 30分一本勝負                                    |                                                    |                                                                                      |
| ○高山善廣 樋口和貞                                                              | 12分10秒 ランニング・ニーリフト→エビ固め           | 高尾蒼馬 彰人●                                                                       |
| セミファイナル 唯可提供試合 30分一本勝負                                        |                                                    |                                                                                      |
| 男色ディーノ ●大石真翔 石井慧介                                                 | 14分4秒 シットダウンひまわりボム→エビ固め          | 高木三四郎○ 平田一喜 赤井沙希 withタクヤ（新宿二丁目ゲイバー「コレステロール」ママ） |
| メインイベント DDT台湾初進出記念スペシャルタッグマッチ 30分一本勝負             |                                                    |                                                                                      |
| ○HARASHIMA 竹下幸之介                                                           | 15分19秒 蒼魔刀→体固め                             | 佐々木大輔 遠藤哲哉●                                                                 |